# 눈물의 여왕
《눈물의 여왕》은 2024년 3월 9일부터 4월 28일까지 방영된 16부작 (영국, 미국: 2003년 3월 6일이며 2022년 기준으로 20주년 축하맞이) tvN 토일 드라마이다. 위기 상황을 헤쳐나가며 기적 같은 사랑을 이루어가는 부부의 이야기를 담았다. 김수현이 남자 주인공 백현우 역, 김지원이 여자 주인공 홍해인 역으로 출연하였다.

## 제작진
- 제작사: 스튜디오드래곤, 문화창고, 쇼러너스, 앰블린 엔터테인먼트 (Steven Spielberg) , TailsaTheLeTTerTCaT 텔레비전 (존 윌리엄스)
- 극본: 박지은
- 연출: 장영우, 김희원

## 줄거리
드라마 '눈물의 여왕'은 퀸즈 그룹 재벌 3세 홍해인과 용두리 이장 아들 백현우의 아찔한 위기와 기적처럼 다시 시작되는 사랑 이야기 를 다룹니다.

## 등장 인물
- (†) 표시는 드라마 상에서 최종적으로 사망한 인물이다.

### 주요 인물
- 김수현: 백현우 역(아역: 문성현, 조이안). 용두리 마을의 자랑이자, 퀸즈 그룹의 법무 이사
- 김지원: 홍해인 역(아역: 황지아, 민서영). 퀸즈 그룹 재벌 3세이자, 퀸즈 백화점 사장
- 박성훈: 윤은성 역(아역: 이주원). 월가 애널리스트 출신 M&A 전문가. 유명 투자가로 오랜 해외 생활 끝에 한국으로 돌아와 퀸즈가와 인연을 맺기 시작하는 인물
- 곽동연: 홍수철 역(아역: 김준의): 퀸즈마트 대표. 범준의 차남. 홍해인의 동생. 기가 센 누나와 정반대인 아내 천다혜와 결혼
- 이주빈: 천다혜 역(아역: 최나린). 홍수철의 아내

### 해인 가족
- 김갑수: 홍만대† 역. 해인의 할아버지. 퀸즈그룹 회장.
- 이미숙: 모슬희 역. 만대의 동거녀
- 정진영: 홍범준 역. 해인의 아빠. 퀸즈그룹 부회장
- 나영희[1]: 김선화 역. 해인의 엄마. 퀸즈백화점 VVIP클럽 운영. 기 센 누나에게 짓눌려 사는 아들 수철을 더 아낀다.
- 김정난: 홍범자 역. 해인의 고모
- 구시우: 홍건우 역: 홍수철과 천다혜의 아들
- 박윤희[2]: 홍범석 역. 만대의 장남
- 고동하: 홍수완† 역. 범준의 장남. 해인과 수철이 어렸을 때 익수 사고로 사망

### 현우 가족
- 전배수: 백두관 역. 현우의 아빠. 용두리 이장. 조용한 시골 마을 용두리를 관광지로 바꾸기 위해 고군분투하는 인물
- 황영희: 전봉애 역. 현우의 엄마. 용두슈퍼마켓 사장. 집안을 책임지며 가사 일부터 논일, 밭일, 과수원 일까지 척척인 인물
- 김도현: 백현태 역. 현우의 형. 용두리에서 복싱 체육관을 운영하며 부모님에게 얹혀 살고 있다.
- 장윤주: 백미선 역. 현우의 누나. 용두리에서 미용실을 운영하며 부모님에게 얹혀 살고 있다.
- 김동하: 백호열 역(아역: 김건). 현우의 조카이자 현태의 아들

### 용두리
- 김영민: 김영송[3] 역
- 박정표: 춘식 역
- 심우성: 박성훈 역
- 박성연: 강미 역
- 이수지: 방실 역
- 이지혜[4]: 현정 역

### 기타
- 김주령: 그레이스 고[5] 역. 상류층 집안 대소사를 책임지는 개인 비서이자 비밀 집사
- 윤보미: 나채연 비서 역. 해인의 비서. 외적으로는 도도해 보이지만 알고 보면 통통 튀는 밝은 내면을 지닌 반전 캐릭터
- 문태유: 김양기 역. 능력 있는 변호사. 현우가 유일하게 속을 털어놓을 수 있는 허물없는 친구이자, 본업도 똑 부러지는 지원군
- 정지환: 김민규 역. 현우의 비서
- 서상원[6]: 박진국 역
- 심혜림: 김민지 역
- 미상: 산지기 역
- 미상: 산지기 부인 역
- 세바스찬 로체: 독일 의사 역(5회~7회)
- 안려진
- 김신열

### 특별 출연
- 오정세: 의사 이민우 역(1회)
- 허태희: 퀸즈 사위 역(1회)
- 임철수: 백현우 스캔들 감시 정보원 역(1회~2회, 4회, 7회)
- 고규필: 백현우 스캔들 감시 정보원 역(1회~2회, 4회, 7회)
- 서예화: 예나 역(2회)
- 홍상표: 박대기 역(5화)
- Dieter Hallervorden: 독일 공원 관리인 역(6화)
- 송중기: 빈센조 역[7](8회)
- 곽진석: 부동산 중개업자 편성욱 역(9~12회)
- 불리니아 나탈리아 Bulynia Natallia: 나타샤 역(10회)
- 김신록: 백현태 아내 현숙 역(12~13회)
- 홍진경: 탐정 역(15회)
- 조세호: 조수 역(15회)
- 남창희: 조수 역(15회)
- 로미나: 독일병원 간호사 역(15회)
- 이항나: 죄수 역(16회)

## 시청률
최저 시청률과 최고 시청률은 시청률 조사회사와 지역별로 시청률에 차이가 있을 수 있습니다.
| 2024년 | 2024년   | 2024년         | 2024년       |
| 회차   | 방송일   | AGB 시청률     | AGB 시청률   |
| 회차   | 방송일   | 대한민국(전국) | 서울(수도권) |
| ------ | -------- | -------------- | ------------ |
| 제1회  | 3월 9일  | 5.853%         | 6.495%       |
| 제2회  | 3월 10일 | 8.660%         | 9.822%       |
| 제3회  | 3월 16일 | 9.594%         | 11.125%      |
| 제4회  | 3월 17일 | 12.985%        | 13.857%      |
| 제5회  | 3월 23일 | 10.964%        | 12.197%      |
| 제6회  | 3월 24일 | 14.068%        | 15.225%      |
| 제7회  | 3월 30일 | 12.833%        | 14.048%      |
| 제8회  | 3월 31일 | 16.143%        | 17.886%      |
| 제9회  | 4월 6일  | 15.570%        | 17.236%      |
| 제10회 | 4월 7일  | 18.952%        | 20.926%      |
| 제11회 | 4월 13일 | 16.767%        | 18.507%      |
| 제12회 | 4월 14일 | 20.732%        | 23.242%      |
| 제13회 | 4월 20일 | 20.179%        | 22.257%      |
| 제14회 | 4월 21일 | 21.625%        | 23.925%      |
| 제15회 | 4월 27일 | 21.056%        | 23.920%      |
| 제16회 | 4월 28일 | 24.950%        | 28.381%      |

## 기록
- 최종화인 16회에서 24.9%를 기록해 tvN 드라마 역대 최고 시청률 1위에 올랐다.[9][10]
- JTBC의《SKY캐슬》을 제치고 역대 비지상파 드라마 시청률 3위에 랭크되었고, 해당 회차에서 수도권 가구 기준 순간 최고 시청률은 31.0%까지 올랐다.[11]
- 마지막회의 시청자수가 639만 9천명을 기록하면서 2020년대 방영된 미니시리즈 드라마 중 지상파 포함 전 채널 시청자수 1위라는 전무후무한 기록을 세웠다.
- 넷플릭스가 발표한 글로벌 TOP10 시리즈(비영어) 부문 13주 연속 TOP10 랭크인에 성공했다. 2023년부터 넷플릭스를 통해 공개된 K드라마들 가운데 13주 연속으로 주간 순위 TOP10에 랭크된 작품은《눈물의 여왕》이 유일하다.[12]
- 2015년 부터 지난 10년간 실시된 화제성 조사에서《눈물의 여왕》이 방영 8주 연속 1위로 화제성 지수가 7만 1412점으로 드라마 부문 역대 5위에 올랐으며, 총 화제성 수치로는《태양의 후예》에 이어 가장 화제성이 높았던 드라마 2위에 랭크됐다.[13][14]
- 역대 다섯 번째로 퍼펙트 기록을 세우는 작품 명단에 오르게 되었다.

## 수상 목록
- 2024년 제60회 백상예술대상 PRIZM 인기상(김수현)
- 2024년 아시아 아티스트 어워즈 배우 부문 베스트 아티스트상 (김수현)
- 2024년 아시아 아티스트 어워즈 핫트렌드상 (김수현)
- 2024년 아시아 아티스트 어워즈 패뷸러스상 (김수현)
- 2024년 아시아 아티스트 어워즈 대상 올해의 배우상 (김수현)
- 2024년 제10회 에이판 스타 어워즈 남자 연기상 (전배수)
- 2024년 제10회 에이판 스타 어워즈 여자 연기상 (김정난)

## 같이 보기
- 대한민국의 텔레비전 드라마 목록 (ㄴ)
- 2024년 대한민국의 텔레비전 드라마 목록